# 瑶山角蟾
瑶山角蟾（学名：Boulenophrys yaoshanensis），一种分布于中华人民共和国广西壮族自治区大瑶山地区的两栖动物，隶属于角蟾科布角蟾属。模式产地为广西金秀县。其种加词“yaoshanensis”意为“瑶山的”。

## 形态特征
瑶山角蟾体型小，雄蟾体长32.5～42.6毫米，雌蟾体长46.6～47.4毫米。身体背面皮肤较光滑，呈黄棕色，眼间具有一个深棕色的三角形斑块，背中部具“X”形深色斑块；四肢背部具深色横斑；喉部和胸部为灰棕色，具深棕色花斑；体腹面为灰白色，具乳白色和橘色点斑；四肢腹面为灰棕色，具深棕色点斑。

## 保护
本种于2023年被收录入《有重要生态、科学、社会价值的陆生野生动物名录》。